# Josip Armič
Josip Armič, slovenski učitelj in publicist, * 22. februar 1870, Kamnica, † 17. julij 1937, Celje.

## Življenje in delo
Rodil se je očetu Janezu in materi Alojziji (roj. Hribar).
Končal je tri razrede realke in učiteljišče v Ljubljani, enoletni tečaj za pouk gluhonemih na Dunaju, šestmesečni risarski tečaj na obrtno-nadaljevalni šoli v Gradcu in dvomesečni tečaj za zdravljenje jecljajočih na Dunaju. Po opravljenem strokovnem izpitu je poučeval na raznih gluhonemnicah (Praga, Dresden, Plauen, Berlin itd.) ter nazadnje na ljubljanski gluhonemnici. Kot osnovnošolski učitelj pa je služboval v Ljubljani, Mozirju in Velenju ter leta 1921 postal ravnatelj šole v Radečah.
Napisal je več informativnih člankov o pouku gluhonemih, o razvoju tega pouka na bivšem Kranjskem in Primorskem. Sodeloval je tudi pri Pavlinovem herbariju za Kranjsko.